# Weber City (Virginia)
Weber City es un pueblo situado en el condado de Scott, Virginia  (Estados Unidos). Según el censo de 2010 tenía una población de 1.327 habitantes.

## Demografía
Según el censo del 2000, Weber City tenía 1.333 habitantes, 605 viviendas, y 382 familias. La densidad de población era de 451,5 habitantes por km².
De las 605 viviendas en un 20,2% vivían niños de menos de 18 años, en un 47,4% vivían parejas casadas, en un 12,9% mujeres solteras, y en un 36,7% no eran unidades familiares. En el 34,7% de las viviendas vivían personas solas el 18% de las cuales correspondía a personas de 65 años o más que vivían solas. El número medio de personas viviendo en cada vivienda era de 2,08 y el número medio de personas que vivían en cada familia era de 2,64.
Por edades la población se repartía de la siguiente manera: un 16,7% tenía menos de 18 años, un 7,9% entre 18 y 24, un 22,4% entre 25 y 44, un 25,3% de 45 a 60 y un 27,7% 65 años o más.
La edad media era de 47 años. Por cada 100 mujeres de 18 o más años había 76,5 hombres.
La renta media por vivienda era de 25.744$ y la renta media por familia de 35.833$. Los hombres tenían una renta media de 33.958$ mientras que las mujeres 21.726$. La renta per cápita de la población era de 15.856$. En torno al 11,1% de las familias y el 14,1% de la población estaban por debajo del umbral de pobreza.

## Localidades adyacentes
El siguiente diagrama muestra a las localidades más próximas a Weber City.